# 브라이트 노아
브라이트 노아 (Bright Noa)는 우주세기 건담에 등장하는 주역 인물로, 여러 작품에서 우수한 지휘관으로 활약한다. (성우:스즈오키 히로타카/이원찬）

## 기록

### 일 년전쟁
U.C.0079년 9월, 사이드 7에 기항한 화이트베이스가 지온공국군의 공격을 받았을 때, 사관후보생 신분으로 탑승하고 있던 그는 거의 대부분의 장교가 부상/전사한 상황에서 지휘권을 인수받아 RX 계획으로 완성된 모빌 슈트와 피난민을 회수하고 사이드 7을 탈출한다. 임시로 지휘권을 대리하던 중, 함장 파올로 카시아스가 사망하고 정식으로 지휘권한을 인정받는다.
19세의 나이로 연방군의 최신예 함정과 극비 계획의 산물인 RX시리즈 MS소대를 지휘하면서, 지온공국군의 추격을 뿌리치고 지구로 강하한다. 강하 이후에도 적 점령지역 내부에서 숨바꼭질을 거듭하며 우수한 전과를 거듭 획득한다. 지구연방군 본부의 레빌 장군은 초기부터 화이트베이스대를 미끼로 사용하며 가능한 한 지온의 눈길을 끄는 데 사용한 것으로 생각되지만, 적어도 적 지역에 고립되어 보급을 받지 못하는 사태까지 일어나지는 않도록 마틸다 아잔 중위 지휘하의 보급을 수차례 주선한다. (이때 정식으로 소위 사령장 및 함장 임명을 받는다)
민간인 거의 대부분과 소수의 기술병, 단 두 명의 사관후보생으로 구성된 아마추어 집단을 이끌면서도 운과 RX시리즈의 성능, 그리고 숨겨져 있던 지휘관으로서의 자질을 단련받으며 동료 사관후보생이면서 전투지휘를 맡아 준 류 호세이의 도움으로 지온공국군과의 싸움을 수차례 승리로 이끈다. 물론 초기에는 초보 군인의 티를 한껏 내며 단지 민간인이었을 뿐인 아무로 레이와 충돌하기도 하나, 류 호세이의 중재와 서로의 정신적 발전에 힘입어 위기를 넘긴다. 류 호세이의 전사 후, 전투지휘까지 담당하며 오뎃사 작전, 벨파스트 방어전, 자브로 방어전 등에서 훌륭한 함정지휘능력을 보여준다.
자브로 도착 후 RX시리즈의 실전 데이터를 지구연방군에 전달하고, 중위로 승진하여 제13독립함대 (화이트베이스 단독 함대)를 맡아 솔로몬 공략전의 미끼역으로 우주에 올라간다. 이후 솔로몬 공략전과 아 바오아 쿠 공략전에 참가하고, 최종결전인 아 바오아 쿠 공략전에서 화이트베이스를 강행좌초시킨 후 육전대로 돌격해들어간다. 이후 아무로 레이의 뉴타입 능력에 힘입어 승무원과 함께 탈출에 성공한다.
전쟁이 끝난 후, 조타수였던 미라이 야시마 소위(퇴역)와 결혼하여 하사웨이 노아 및 체밍 노아를 낳는다.

### 그리프스 분쟁
U.C.0087년 3월, 일 년전쟁에서 거둔 공적에 힘입어 중령까지는 승진할 수 있었으나, 뉴타입의 존재에 대해 두려움을 느낀 지구연방군 고위층의 견제로 연락 셔틀 템프테이션의 함장이라는 한직에 머무르고 있었다. 그린 노아 1에 기항 도중 정규군의 지휘권을 무시하는 티탄즈로부터 폭행을 당하는 등 수모를 겪으면서도 에우고의 건담 Mk II 강탈사건 시 발생한 피난민을 수용하고 이탈한다. 도중 에우고의 아가마에 구조받게 되고, 이후 에우고에 참가, 아가마 함장직을 헨켄으로부터 인계받는다.
한직을 전전했음에도 불구하고 티탄즈와의 전투 상황에서 휘하의 MS 소대 (크와트로 바지나, 카미유 비단 등의 뉴타입 파일럿으로 구성된)와 아가마를 지휘하여 훌륭한 지휘 능력을 보인다. 성격 더러운 카미유에 대해서도 예전 아무로와의 충돌 대신 잘 타일러 다루는 모습도 보여주며, 그 외 정치적인 면에서도 성장하여 에우고의 스폰서들과도 교섭하거나 지구권에 귀환한 액시즈와의 교섭을 인솔하는 등, 우수한 고급 지휘관으로서 노련한 모습을 보여준다.
에우고 함대의 상징으로서 많은 작전에 참가하며, 최종전인 멜슈트룸 작전 당시 확보한 그리프스 2를 결사적으로 지켜내어 티탄즈 함대를 궤멸시킨다.
지구연방군 소속 장교로 우주를 떠돌면서, 계속 만나지 못하고 지구에 남겨 둔 가족을 그리워하는 일면도 보여준다.

### 제1차 네오지온 항쟁
그리프스 분쟁 이후 티탄즈는 궤멸시켰지만 에우고 함대 전력도 크게 손상을 입고 어부지리를 취한 액시즈의 압력이 증가하는 상황에서, 아가마의 함장으로 분투한다. 함의 수리/보급을 위해 기항한 샹그릴라 콜로니에서 쥬도 아시타 등에게 골탕을 먹기도 하지만, 에우고 조직 자체가 당면한 적을 인식하지 못하는 사이에 단독으로 지속적으로 네오지온과의 전투를 이어나간다.
지구 강하 후 네오지온의 세 확장을 저지하려 노력하지만 다카르와 더블린에서 실패하고 우주로 귀환한다. 넬 아가마의 함장에 보임되나 에우고 조직의 정치적 문제 때문에 함정 하나의 함장으로 머무르지 못하고 비차 올레그에게 대리를 명한 후 달로 이동한다. 이후 달에서 에우고와 네오지온의 최종결전을 정치적으로 유도해내는 데 노력한 듯하며, 항쟁이 끝난 후 목성으로 떠나는 쥬도와 루 루카를 배웅하는 장면을 보여준다.
보급 / 수리 목적으로 종종 접촉한 라비안 로즈의 함장 대리 에마리 온스의 육탄공세에 곤혹해 하는 모습을 보인다.

### 제2차 네오지온 항쟁
U.C.0091년 지구연방군 독립부대 론도 벨 창설 당시부터 대령 계급을 유지한 채 함대를 이끌었다. 부대 자체가 스페이스노이드의 불온한 움직임을 경계하기 위한 정치적인 목적으로 창설되었으며, 2년여간 전란으로 이어지는 것을 막기 위해 고생했으나, 결국 U.C.0093년 3월 샤아 아즈나블이 이끄는 네오지온과의 전투에 돌입하게 된다. 함대 기함 라 카이람의 함장 겸 함대 제독으로 MS대 지휘관 아무로 레이 (당시 대위)와 함께 샤아의 지구한랭화작전을 막기 위해 노력하나, 5th 루나 저지작전은 실패한다.
샤아의 위장 평화교섭의 목적을 알아채고 액시즈를 저지하기 위해 함대 단독으로 루나2에 저장되어 있던 핵병기를 입수, 액시즈 저지작전에 돌입한다. (기타 지구연방군 함대에도 SOS를 보내나, 시간에 맞출 수 없었다.) 핵 미사일을 발사했음에도 불구하고 액시즈를 저지하지 못하자, 직접 공작부대를 지휘하여 액시즈 내부의 파괴공작에 임한다. 그리고 액시즈가낙하 할 때 아무로와 샤아가 액시즈 뒷편을막고 행방불명됐다

### 마프티 동란
U.C.0105년, 마프티 나비유 에린 토벌을 담당한 남태평양방면군(키르케 부대) 사령관으로 부임하며, 이미 마프티는 전임 사령관 케네스 스레그 준장에게 체포되어 처형되었음을 확인한다. (그리고 마프티가 실은 아들 하사웨이였음을 최후까지 알지 못한다.) 그러나 이후 연방 정부의 음모로 인해 마프티를 처형한 것이 브라이트 본인으로 되어 버린다.
퇴역 후 레스토랑을 열 예정으로, 요리교실에 다니고 있었다.

## 주요 지휘함 및 함대
- 화이트베이스 (제13 독립함대)
- 템프테이션
- 아가마
- 넬 아가마 （함장 대리 비차 올레그）
- 라 카이람 (론도 벨)